# Haringey Borough F.C.
Haringey Borough FC là một câu lạc bộ bóng đá có trụ sở tại thị trấn Tottenham, thuộc Khu Haringey Luân Đôn, Anh. Thành lập vào năm 1973, đội bóng hiện thi đấu tại Isthmian League Premier Division và có sân nhà ở Coles Park.

## Danh hiệu
- Essex Senior Football League
  - Nhà vô địch mùa giải 2014–15
- Spartan South Midlands League
  - Nhà vô địch Challenge Trophy mùa giải 2011–12
  - Nhà vô địch Division One Cup mùa giải 2007–08
- London Senior Cup
  - Nhà vô địch mùa giải 1990–91

## Thống kê
- Thành tích tốt nhất tại FA Cup: Vòng một mùa giải 2018–19[3]
- Thành tích tốt nhất tại FA Trophy: Vòng một mùa giải 2017–18[3]
- Thành tích tốt nhất tại FA Vase: Tứ kết mùa giải 1977–78[3]
- Kỷ lục khán giả đến sân: 2,710 người trong trận đấu với AFC Wimbledon, Vòng một FA Cup, 9 tháng 11 năm 2018[4]